# Jack O'Neill
Jonathan J. O'Neill es un personaje de la franquicia de ciencia ficción Stargate y uno de los personajes principales de la serie televisiva Stargate SG-1. El primer actor en interpretar el papel fue Kurt Russell, en la película de 1994 Stargate, pero la versión más conocida del personaje es la interpretada por el actor Richard Dean Anderson, que ha encarnado a O'Neill en la franquicia Stargate desde 1997.
Jack O'Neill y Daniel Jackson son los dos únicos personajes que aparecen tanto en la película original como en las tres series de televisión de Stargate.
En su primera aparición en la película de 1994, el personaje dirige el primer equipo en atravesar el Stargate en una misión de reconocimiento. Posteriormente, se convirtió en el personaje principal de la serie de televisión Stargate SG-1, creada en 1997 como continuación de la película. Durante las primeras siete temporadas de la serie es el oficial al mando del equipo SG-1 dentro del Programa Stargate, cuyo objetivo es explorar la galaxia y defender la Tierra contra cualquier amenaza alienígena.
El personaje tuvo menos apariciones a partir de la octava temporada. Anderson solicitó reducir la prominencia de su personaje para pasar más tiempo con su familia, dejando la serie al inicio de su novena temporada y apareciendo solo en otras cuatro ocasiones hasta el fin de la serie en su décima y última temporada. La ausencia del personaje se explicó por medio de sucesivos ascensos: primero a oficial al mando del Programa Stargate, con el rango de general de brigada, lo que redujo el tiempo que el personaje dedicaba a la exploración de otros mundos a través del Stargate, y luego a la posición de director del Departamento de Seguridad Mundial, con el rango de General.
Anderson retomó el papel una vez más en la película Stargate: Continuum, secuela de la serie de televisión. O'Neill también apareció en las otras dos series de la franquicia: fue un personaje recurrente en las primeras tres temporadas de Stargate Atlantis, durante las que actuaba de enlace en la Tierra con Atlantis, y en cuatro episodios de Stargate Universe. Su aparición en el final de la primera temporada de SGU es hasta la fecha su última aparición en el universo Stargate. Anderson también puso voz al personaje en el videojuego Stargate SG-1: Unleashed.

## Desarrollo del personaje
Jack O'Neill es un coronel de la Fuerza Aérea de los Estados Unidos con experiencia en operaciones especiales antes de unirse al Programa Stargate. Encabeza una misión suicida a través del mismo con varios militares y el Dr. Daniel Jackson, quien descifra el funcionamiento del Stargate. Son transportados a otro planeta donde las órdenes de O'Neill son detonar una cabeza nuclear cerca del Stargate si hay peligro, pero un joven llamado Skaara le anima a seguir viviendo. Tras la derrota de Ra, O'Neill y su equipo regresan a la Tierra mientras Jackson se queda en el planeta. Está casado, pero su matrimonio atraviesa una profunda crisis, causada por su depresión tras la muerte accidental de su hijo al disparase con su arma. Aunque siguen juntos cuando Jack es reclutado para su primera misión a través del Stargate, para cuando regresa ella le ha dejado.
O'Neill regresa al Programa Stargate cuando el goa'uld Apophis ataca la instalación de la Tierra a través del stargate. Toma el mando del comando SG-1, formado por Samantha Carter, Teal'c y Jackson. En una ocasión, O'Neill "descarga" temporalmente  en su cerebro el Conocimiento de los Antiguos y se convierte en el primer humano en viajar a otra galaxia, la galaxia natal de los Asgard. Una segunda descarga del conocimiento de los antiguos a su cerebro durante el final de la séptima temporada, le permite guiar al SG-1 a un puesto de avanzada de los Antiguos en la Antártida. O'Neill posee el gen ATA, lo que le permite operar la silla de control de los Antiguos y salvar a la Tierra de la flota de Anubis. Pero el conocimiento de los Antiguos casi le mata, por lo que se le debe introducir en una cámara de estasis hasta que Thor de Asgard puede extraer el conocimiento y salvar su vida. 
Tras esos acontecimientos, O'Neill es ascendido a general de brigada y puesto al mando del Programa Stargate. O'Neill es ascendido una vez más a director de la Oficina de Seguridad Mundial tras la jubilación del general Hammond, siendo reemplazado por el general Hank Landry como nuevo comandante del Programa Stargate.